# Peregrino Anselmo
Juan Peregrino Anselmo (Montevideo, 30. travnja 1902. – Montevideo, 27. listopada 1975.) bio je urugvajski nogometaš, koji je igrao na mjestu napadača. Igrao je za C.A. Peñarol i  Urugvajsku nogometnu reprezentaciju.
Bio je član urugvajske momčadi koja je na Svjetskom prvenstvu 1930. u Urugvaju osvojila naslov svjetskih prvaka. Nastupio je na sve četiri utakmice, zabivši pritom 3 pogotka, od čega 2 u poluzavršnici. Osim svjetskog zlata, s reprzentacijom je osvojio i olimpijsko zlato na Olimpijskim igrama 1928. u Amsterdamu, pobijedivši u završnici natjecanja Argentinu s ukupno 3:2 (bilo je 1:1 u prvoj završnici, a 2:1 u drugoj za Urugvaj).
Ukupno je 13 sezona zaredom igrao u dresu Peñarola, za koji je u 180 odigranih susreta zabio 102 pogotka, i time je ostao jedan od najpoznatijih igrača tog kluba u povijesti. Osim što je igrao za klub, tijekom 1962. ga je i trenirao.

### Međunarodni pogodci
| Br. | Nadnevak         | Igralište                               | Protivnik   | Zgoditak | Rezultat | Natjecanje |
| --- | ---------------- | --------------------------------------- | ----------- | -------- | -------- | ---------- |
| 1.  | 21. srpnja 1930. | Estadio Centenario, Montevideo, Urugvaj | Rumunjska   | 3:0      | 4:0      | SP 1930.   |
| 2.  | 27. srpnja 1930. | Estadio Centenario, Montevideo, Urugvaj | Jugoslavija | 2:1      | 6:1      | SP 1930.   |
| 3.  | 27. srpnja 1930. | Estadio Centenario, Montevideo, Urugvaj | Jugoslavija | 3:1      | 6:1      | SP 1930.   |